# Corrado Gini
Corrado Gini (sinh ngày 23 tháng 5 năm 1884 - mất ngày 13 tháng 3 năm 1965) là một nhà thống kê học, nhân khẩu học, xã hội học người Italia. Ông là người phát minh ra hệ số Gini, chỉ số thể hiện sự bất bình đẳng trong thu nhập xã hội. Gini cũng là một người theo tư tưởng phát xít và phi thực tế, ông đã từng viết cuốn sách Kiến thức cơ bản về Phát xít năm 1927.
Gini sinh ra tại Motta di Livenza, một thị trấn gần Treviso, Italia, trong một gia đình địa chủ cũ. Ông sau đó theo học khoa Luật tại Đại học Bologna, ngoài nganh luật ông còn học thêm toán học, kinh tế học, và sinh vật học. Những môn học này sau đó đã giúp ích cho ông trong cả hai lĩnh vực mà ông theo đuổi, xã hội học và thống kê. Ông quan tâm nhiều đến những khía cạnh mang tính thống kê của các quy tắc trong cầm quyền và các hiện tượng xã hội.

## Chức vụ từng nắm giữ
- Năm 1933 Gini được bầu thay cho chủ tịch Viện xã hội học Quốc tế.
- Năm 1934 - Chủ tịch Hội Di truyền học và thuyết ưu sinh Italia.
- Năm 1935 - Chủ tịch Liên đoàn Quốc tế về xã hội ưu sinh tại các nước nói tiếng Latin.
- Năm 1937 - Chủ tịch Hội Xã hội ưu sinh Italia.
- Năm 1941 - Chủ tịch Hội thống kê học Italia.
- Năm 1957 ông nhận Huy chương vàng vì cống hiến to lớn cho nền giáo dục Italia.
- Năm 1962 ông được bầu làm thành viên của Accademia dei Lincei - một viện Hàn lâm của Italia.

## Học vị
- Bằng Kinh tế học của Đại học công giáo Sacred Heart của Milan (1932),
- Bằng Xã hội học của Đại học Geneva (1934),
- Bằng Khoa học tự nhiên của Đại học Harvard (1936),
- Bằng Khoa học xã hội của Đại học Cordoba, Argentine (1963).